# 恋のシェイプアップ♡
『恋のシェイプアップ♡』（こいのシェイプアップ）は、ときめき♡宣伝部の5枚目のシングル（インディーズを含めると通算8枚目）である。2019年10月9日にavex traxからリリースされた。

## 概要
前シングル『ときめき♡宣伝部のVICTORY STORY/青春ハートシェイカー』からは6ヶ月ぶりのリリースとなる。
2019年10月9日、CDリリースと同日に各種配信サイトにて配信シングル『恋のシェイプアップ♡』（1.恋のシェイプアップ♡、2.妄想プールデート、3.人生最幸のメロディ、4.一方通行、恋の罠、5.Ei-Ei-Oh!）の配信が開始された。
TYPE-A ときめき盤(CD+DVD)、TYPE-B どきどき盤(CD+VR)、TYPE-C じんせい盤(CD)、TYPE-D こいのわな盤(CD)、TYPE-E えいえい盤(CD)の5形態で発売された。
TYPE-A ときめき盤には、表題曲「恋のシェイプアップ♡」の「Music Video」「Dance Practice Video」「Making Movie」と、2019年5月6日に開催した「ときめき♡宣伝部 春のライブハウスロックオンツアー2019 at SHIBUYA CLUB QUATTRO」から「きみに夢中ガール」「ときめき♡宣伝部のVICTORY STORY」「青春ハートシェイカー」のライブ映像を収録したDVDが付属する。
TYPE-B どきどき盤には、「恋のシェイプアップ♡ -VR ver.-」「ときめき♡黒ひげ危機一髪」「ときめき♡ジェンガ」のVRコンテンツシリアル・ビューワーが付属する。
2019年10月21日付オリコン週間シングルランキングで2位にチャートインした。
藤本ばんび退部（卒業）前の「ときめき♡宣伝部」名義としては最後のシングルとなった。

## 収録曲
（ときめき♡宣伝部：辻野かなみ、藤本ばんび、坂井仁香、小泉遥香、杏ジュリア、吉川ひより）

### 恋のシェイプアップ♡
- 作詞・作曲・編曲：MUTEKI DEAD SNAKE
- タイトル曲。全形態に収録。
- アルバム『ときめきがすべて』に「恋のシェイプアップ♡(超ver.)」として収録。
- 振付：えんどぅ
- MUTEKI DEAD SNAKEによる初のとき宣楽曲。ここからとき宣に「トゥモロー最強説!!」、「STAR」などの楽曲を提供していくことになる。
- 2019年9月15日に先行配信リリース。
- 2019年7月28日のワンマンライブ「ときめき♡夏のびっちょり祭り2019」で初披露[4]。
- エクササイズをテーマにした振り付けが特徴の「脂肪燃焼系ソング」[5][6]。「振り入れの次の日はみんな筋肉痛で動けなかった」という。
- 「（2019年の夏フェスで）初めて観るという方も含めて盛り上がってくれました」[7]「今年（2019年）の夏フェスはこの曲と戦ってきた。」[5]（坂井）と振り返っている。
- 2019年9月9日にMV[8]を公開した[9]。MVについて杏ジュリアは「MVは、私たちが、恋に臆病で自信のない女の子で、かわいくなりたいと思って、シェイプアップをするんです。腕立て伏せとか、ボクシングのパンチをしたり、いろいろ鍛えていくうちに、鍛えすぎて、スマホをタップするだけで指が貫通しちゃったり、壁に手をついただけで壁が割れちゃったりするっていう面白いストーリーになっています。」とコメントしている[10]。
- 9月15日にはMVに続いて「恋のシェイプアップ♡ Dance Practice Video」[11]をYouTubeに公開した[12]。
- 10月12日、吉川ひより（ひよりん）と公式キャラクター「パブりん」によるダンスレクチャー動画を公開した[13]。
- 「恋のシェイプアップ♡ダンス応募企画」を開催した。Twitter、Instagram、TikTok、YouTube上でダンス動画を募集し[14]、入選者17人は12月24日のクリスマスライブ（ときクリ）でメンバーとコラボパフォーマンスをした[15]。
- 吉川ひよりは「歌詞がすごく面白い曲なんですけど、曲の途中で私がレクチャーをして、ファンの皆さんと一緒にシェイプアップのダンスをするシーンもあって、楽しい曲だなと思います」とコメントしている[16]。

### 妄想プールデート
- 作詞：K2DN. / 庄田ゲゲゲ、作曲：K2DN.、編曲：corin.
- 振付：槙田紗子
- ときめき盤、どきどき盤に収録。
- 2019年7月29日に先行配信開始。
- 小泉遥香は「タイトル通り、プールデートを妄想している女の子の物語なんですけど、妄想を楽しんでいたり、妄想の中に現実がやってきたり、いろんな感情がてんこ盛りの楽しい曲です」と語った[7]。
- 吉川ひよりは「最初、この曲を聴いたときに「たくさん変化のある曲だな」と思ったんです。情報がたくさん入ってくるというか（略）女の子が共感できる恋の歌だと思います。」とコメントしている[6]。

### 人生最幸のメロディ
- 作詞：Junxix.、作曲：松隈ケンタ、編曲：SCRAMBLES
- 振付：槙田紗子
- じんせい盤に収録。
- 「SWEET SWEET DAYS」、「ときめき♡宣伝部のVICTORY STORY」に続き松隈ケンタ（SCRAMBLES）の作曲。
- 坂井仁香は「歌詞1つひとつが胸に突き刺さるというか。この曲を歌うことで今の私たちの気持ちが伝わるだろうし、宣伝部員さんもきっと共感してくれると思います。」と語っている[6]。

### 一方通行、恋の罠
- 作詞：yuiko、作曲・編曲：山上智矢
- 振付：槙田紗子
- こいのわな盤に収録。
- 杏ジュリアは「「妄想通りにはいかないのよ」という歌詞があって「妄想プールデート」と対比しているなと感じました。こちらの曲の方が現実的なことを歌っている気がします。」と語っている[17]。
- 辻野かなみは「落ちサビを歌うのはこれが初めてだったので、やっと宣伝部員の皆さんに歌で恩返しができるというか、感謝の気持ちを伝えられるという思いがありました。」と語った[6]。

### Ei-Ei-Oh!
- 作詞・作曲：サイレンジ！、編曲：久下真音
- えいえい盤に収録。
- 杏ジュリアは「（略）みんなで盛り上がれそうな楽しい曲だなと思いました。歌っていて背中を押されるというか、とってもがんばれます。」とコメントした[6]。

## 販売形態
5形態での発売。

### TYPE-A ときめき盤
AVCD-94617/B、初回生産限定盤。
CD
1. 恋のシェイプアップ♡
2. 妄想プールデート

DVD
- 恋のシェイプアップ♡ Music Video
- 恋のシェイプアップ♡ Dance Practice Video
- 恋のシェイプアップ♡ Making Movie
- ときめき♡宣伝部 春のライブハウスロックオンツアー2019 at SHIBUYA CLUB QUATTRO（2019.5.6）
  - きみに夢中ガール
  - ときめき♡宣伝部のVICTORY STORY
  - 青春ハートシェイカー

### TYPE-B どきどき盤
AVCD-94618、初回生産限定盤。
CD
1. 恋のシェイプアップ♡
2. 妄想プールデート

VR
- 恋のシェイプアップ♡ -VR ver.-
- ときめき♡黒ひげ危機一髪
- ときめき♡ジェンガ

### TYPE-C じんせい盤
AVCD-94619。
CD
1. 恋のシェイプアップ♡
2. 人生最幸のメロディ

### TYPE-D こいのわな盤
AVCD-94620。
CD
1. 恋のシェイプアップ♡
2. 一方通行、恋の罠

### TYPE-E えいえい盤
AVCD-94621。
CD
1. 恋のシェイプアップ♡
2. Ei-Ei-Oh!